# Museum Alte Rektoratsschule
Das Museum Alte Rektoratsschule und Buddelmuseum Osten, Am Markt 5, in der niedersächsischen Samtgemeinde Land Hadeln, Gemeinde Osten, im Landkreis Cuxhaven, stammt aus der Mitte des 18. Jahrhunderts. Aktuell (2024) wird es als Museum genutzt.
Das Gebäude steht unter Denkmalschutz (siehe auch Liste der Baudenkmale in  Osten (Oste)).

## Geschichte und Beschreibung
Nach Abriss einer maroden Vorgängerkirche von 1396 entstand die barocke Kirche St. Petri (1747) und am Markt war eine rege Bautätigkeit. Am Platzrand zwischen Am Markt, Fährstraße, Kirchstraße und Deichstraße stehen heute u. a. Gasthaus Am Markt 1 (um 1820), Wohnhaus Am Markt 2 (um 1800, heute Café), Wohn- und Geschäftshaus Am Markt 3 (um 1908), Schule Am Markt 5 (um 1750), Fährhaus Deichstraße 1 (1764), Wohnhaus Deichstraße 6 (1828), Pfarrhaus Deichstraße 7 (1728), Wohnhaus Deichstraße 8 (um 1860), Speicher Deichstraße 10 (um 1860), Wohnhaus Deichstraße 14 (1893), Wohnhaus Deichstraße 16 (um 1800), Speichergebäude Fährstraße 8b (Kulturmühle) und Gemeindehaus Fährstraße 10 (nach 1971).
Das zweigeschossige traufständige neunachsige Gebäude in Backstein und mit hohlpfannengedecktem Walmdach sowie segmentbogigen Fenstern wurde um 1750 als Schule gebaut. Die Fassade zur Straßen wird gestaltet durch Lisenen, Mauervorsprünge und Zahnschnittfriese sowie der außermittigen vorspringenden Rundbogennische mit doppelflügeliger barocker Holztür. Zieranker sind an der Nord-, Süd- und Ostseite zu sehen.
1873 erfolgte ein Umbau für den Einzug der Rektoratsschule u. a. mit der Erneuerung des Mansarddaches zum Walmdach. Nach Umbauten entwickelte sich hier das Heimatmuseum Osten mit Heimatstube, Trauzimmer, alter Schmiede, Gerätschaften u. a. zur Jagd und zum Fischfang, Werkzeuge, Haushaltsgegenstände und Möbel sowie Gegenstände, Werkzeuge und Maschinen des Schmiedehandwerkes. Das Buddelmuseum zeigt die verschiedensten Buddeln (Flaschen) aus aller Welt, welche die Familie ten Dornkaat in über 35 Jahren gesammelt hat, geschätzt um 4500 Exponate.
Das Landesdenkmalamt befand u. a.: „… Beleg für die rege Bautätigkeit in Osten Mitte des 18. Jahrhunderts.“